# ᶣ
Cette page contient des caractères spéciaux ou non latins. S’ils s’affichent mal (▯, ?, etc.), consultez la page d’aide Unicode.
ᶣ, appelée h culbuté en exposant, h culbuté supérieur ou lettre modificative h culbuté, est un ancien symbole de l’alphabet phonétique international. Il est formé de la lettre latine h culbuté mise en exposant.

## Utilisation
Le h culbuté en exposant est utilisé par certains auteurs avec un alphabet phonétique international non standard pour représenter la labialisation de consonnes palatales. Par exemple, il est utilisé par John Laver dans la transcription du kurde de Souleimaniye, comme [t͡ɕᶣɛ] « où » et [ɟ͡ʑᶣɛ] « oreille ». Dans l’alphabet phonétique international, la labialisation est normalement représentée à l’aide du w en exposant, par exemple [t͡ɕʷɛ].

## Représentations informatiques
La lettre modificative h culbuté peut être représenté avec les caractères Unicode suivants (extensions phonétiques - supplément) :
| formes       | représentations | chaînes de caractères | points de code | descriptions                            | note                            |
| ------------ | --------------- | --------------------- | -------------- | --------------------------------------- | ------------------------------- |
| modificative | ᶣ               | ᶣ                     | U+1DA3         | lettre modificative minuscule h culbuté | codé pour le symbole phonétique |

## Sources
- (en) Peter Constable, Revised Proposal to Encode Additional Phonetic Modifier Letters in the UCS, 1er février 2004 (lire en ligne)
- (en) International Phonetic Association, « Report on the 1989 Kiel Convention », Journal of the International Phonetic Association, vol. 19, no 2,‎ 1989, p. 67-80 (DOI 10.1017/S0025100300003868)
- (en) International Phonetics Association, Handbook of the International Phonetics Association : a guide to the use of the International Phonetic Alphabet, Cambridge, Cambridge University Press, 1999, 204 p. (ISBN 0-521-63751-1 et 0-521-65236-7, lire en ligne)
- (en) John Laver, Principles of phonetics, Cambridge, Cambridge University Press., coll. « Cambridge textbooks in linguistics », 1994 (lire en ligne)